# John Fitzgerald Kennedy, Jr.
John Fitzgerald Kennedy jr. (25. november 1960, 16. juli 1999), også kendt som John-John og JFK jr., var en amerikansk advokat og chefredaktør. Han var søn af tidligere præsident John Fitzgerald Kennedy og Jacqueline Kennedy Onassis.
John F. Kennedy jr. blev født kort tid efter at faderen blev valgt til præsident. I amerikanske massemedier blev John-John og hans ældre søster Caroline nærmest betragtet som kongebørn. Præsident Kennedy blev myrdet 22. november 1963, og begravet på Arlington National Cemetery samme dag som sønnen fyldte tre år. Billedet af lille John-John, som gjorde honnør for sin myrdede fars kiste, greb hele verden.
Skolegangen gennemførte han i New York City, hvorpå han tog en bachelorgrad i historie ved Brown University, fuldført i 1983. Derefter tog han forskellige job, og rejste også til Indien og tilbragte lidt tid ved Universitetet i Delhi, hvor han blandt andet mødte Moder Teresa. I 1986 blev han afdelingsdirektør for 42nd Street Development Corporation. 
I 1989 blev Kennedy dr. jur ved New York University School of Law. Han dumpede imidlertid to gange ved New Yorks advokateksamen før han bestod ved tredje forsøg i juli 1990. Derefter arbejdede han som anklager i fire år. 
I 1995 grundlagde han George, et magasin om politik som livsstil. Han forblev chefredaktør for bladet til sin død.
I september 1996 giftede han sig med Carolyn Bessette. Hun arbejdede som PR-kvinde for modeselskabet Calvin Klein, da hun mødte Kennedy, men stoppede med at arbejde, da de blev gift. De omkom begge i en flyulykke i 1999. John F. Kennedy Jr. blev 38 år gammel.